# Place Godart
Pour les articles homonymes, voir Godart.
La  place Godart  est une voie de la commune de Châlons-en-Champagne, située au sein du département de la Marne, en région Champagne-Ardenne.

## Situation et accès
La place Godart appartient au centre-ville. Elle est reliée à la rue du Vaux, le quai Barbat, la rue de l'Hôtel de ville, la rue Thiers, la rue Gambetta et la rue Garinet. 
Elle est un grand lieu de stationnement, sauf le jour de marché. Elle est ombragée par une double rangée d'arbres.

## Origine du nom
Elle rend hommage au maire de la ville Alexandre Godart de Juvigny.

## Bâtiments remarquables et lieux de mémoire
- La statue de Jean Talon ;
- L'arrière du bâtiment de la Mairie et son passage Henri-Vendel ;
- Le Musée des beaux-arts et d'archéologie de Châlons-en-Champagne.

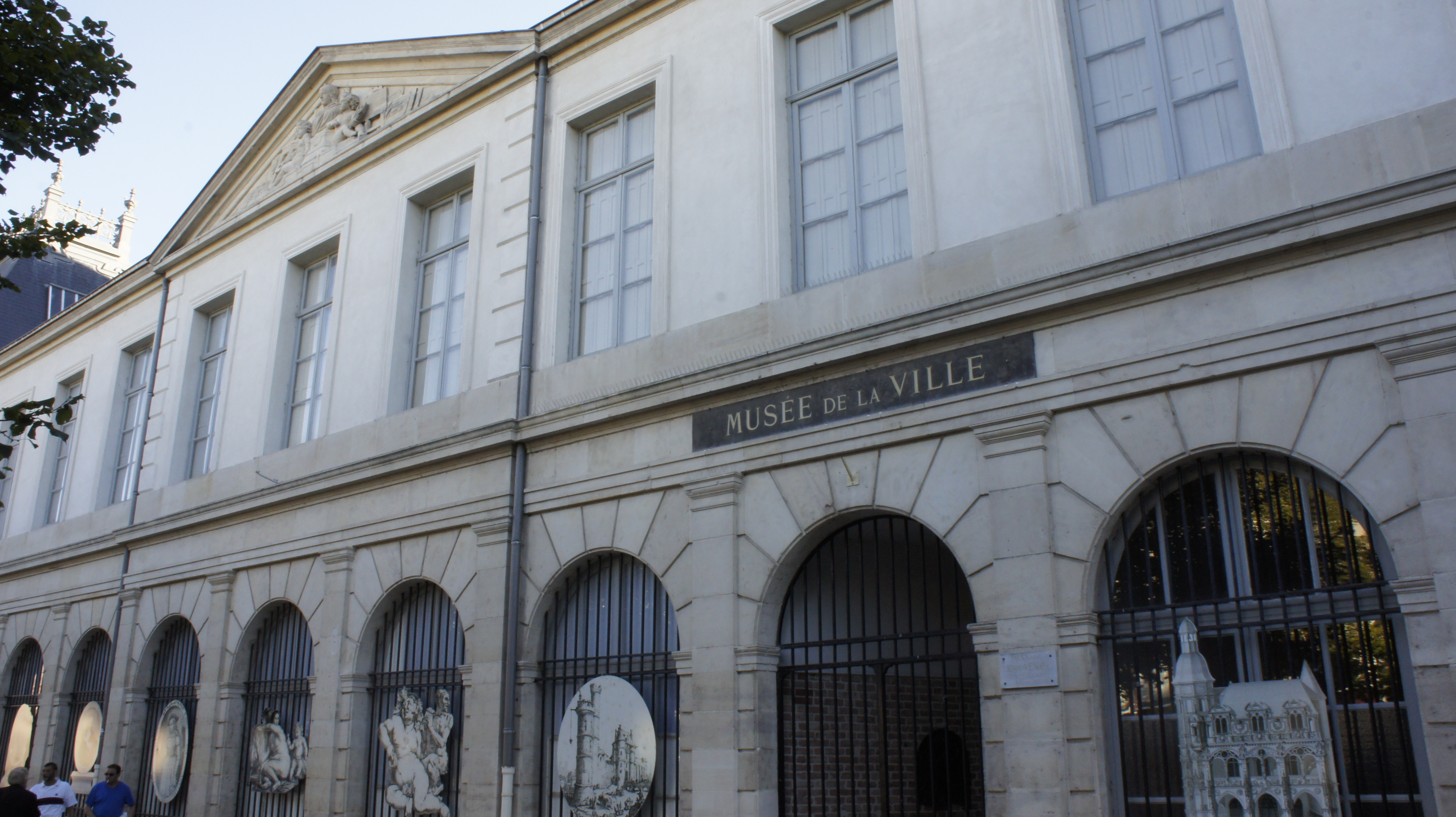
La façade du musée sur la place.
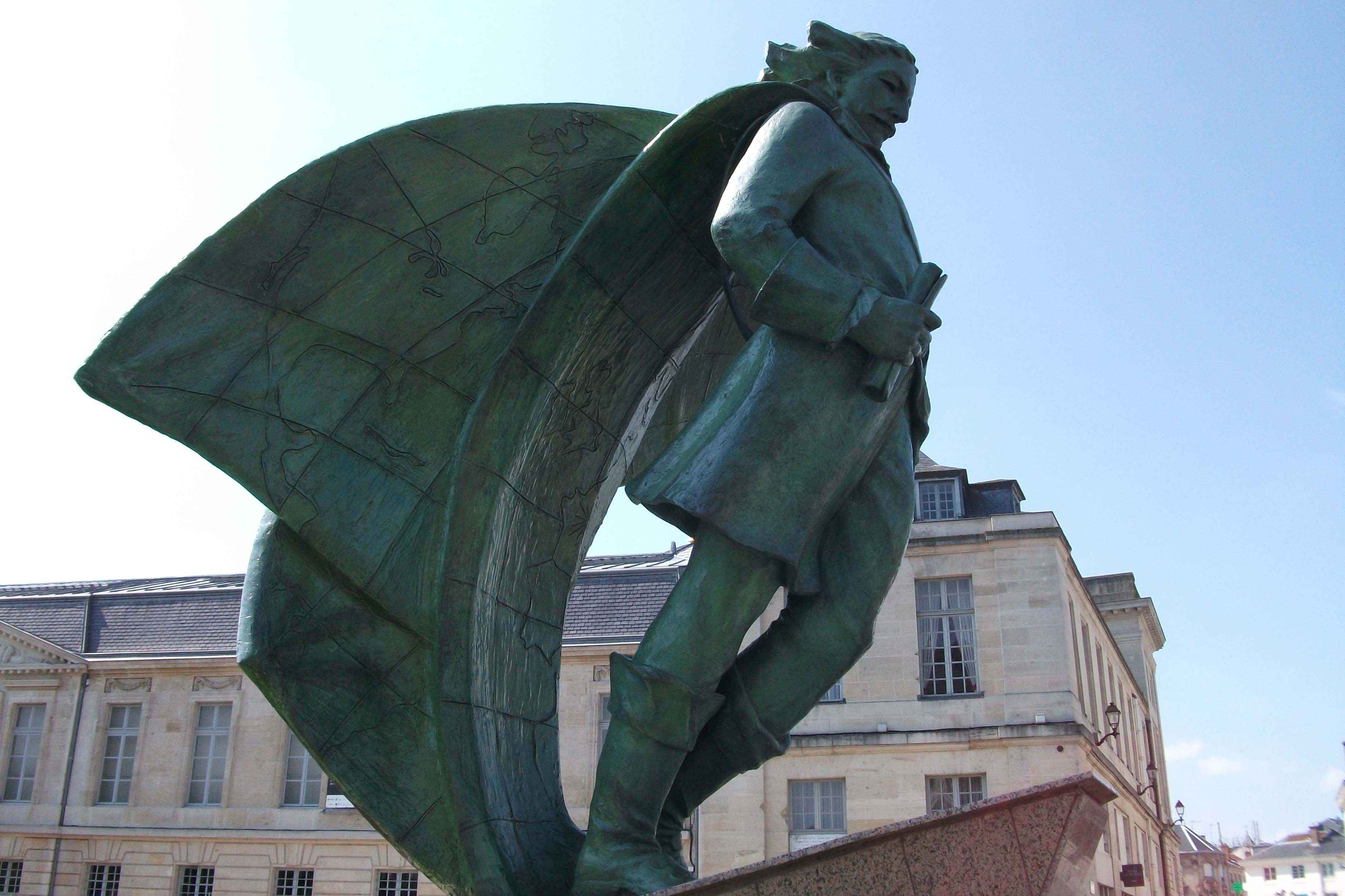
La statue de Jean Talon avec la mairie en arrière-plan.
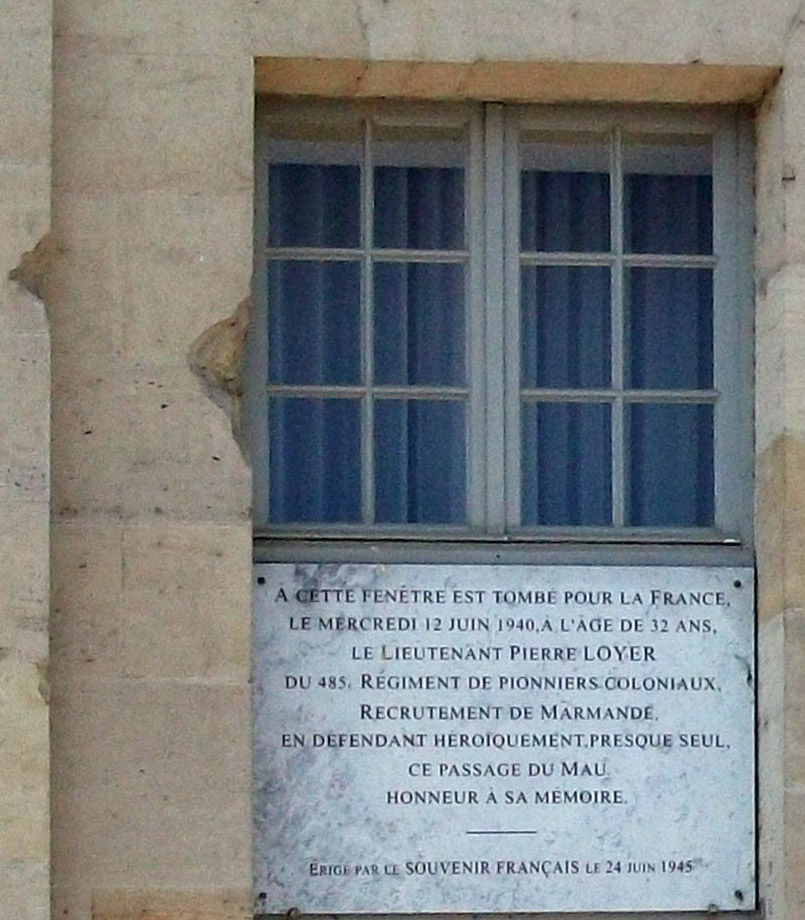
Mémoire de Pierre Loyer tombé là le 12 juin 1940.